# Planetárium Košice
Planetárium při Slovenském technickém muzeu Košice je jedno z pěti planetárií na Slovensku a součást Slovenského technického muzea v Košicích. Funguje od roku 1975. Kruhová místnost má průměr 8 metrů. Je zde možné předvádět hvězdnou oblohu, planety, Slunce, Měsíc, neobyčejné úkazy a pohyby nebeských těles.
Je to malé projekční planetárium, typ ZKP-II, které vyrobila firma Zeiss Jena a má dvě projekční hlavy resp. Diaprojektory, každý má 16 objektivů, z nichž každý promítá určitou část oblohy.
Dvě projekční hlavy umožňují demonstrovat pohled na noční oblohu ze severní a jižní polokoule Země. Je zde možné znázornit jevy viditelné na obloze pouhým okem při pohledu ze Země: 5800 hvězd, Slunce, Měsíc, 5 planet Sluneční soustavy (Merkur, Venuše, Mars, Jupiter a Saturn), některé viditelné mlhoviny, galaxie, Mléčnou dráhu.
Přístroj je možné nastavit na libovolný den, měsíc a rok a zobrazit jak vypadala nebo jak bude vypadat obloha v minulosti nebo v budoucnosti. Je zde možné demonstrovat pohled na noční oblohu v důsledku precesní pohybu zemské osy v rozmezí +/- 13000 let, zobrazit astronomické souřadnice, což se využívá při nácviku klasické navigace podle hvězd. Jsou zde přídavné projekční zařízení na promítání Sluneční soustavy z velké dálky, zatmění Měsíce, Slunce, demonstrovat přelet komety. Programy pro školní skupiny doplňují promítání astronomických filmů, diafilm a pro děti promítání pohádek s astronomickou tematikou. Kapacita planetária je 42 míst.